# Alžir na ZOI 2010.
Alžir je nastupao na XXI. Zimskim olimpijskim igrama 2010. u Vancouveru u Kanadi. Predstavljao ih je Mehdi-Selim Khelifi u skijaškom trčanju. Nakon ZOI 1992. i ZOI 2006. ovo im je treći nastup u povijesti na ZOI.

## Skijaško trčanje
- Mehdi-Selim Khelifi - 84. mjesto u disciplini - skijaško trčanje 15 km slobodno